# Regione di Moquegua
La regione di Moquegua (in spagnolo: Región Moquegua) è una regione del Perù situata nella parte meridionale del Paese, sulle coste dell'Oceano Pacifico.

## Geografia antropica

### Suddivisioni amministrative
La regione è suddivisa in 3 province che sono composte di 20 distretti. Le province, con i relativi capoluoghi tra parentesi, sono:
- General Sánchez Cerro (Omate)
- Ilo (Ilo)
- Mariscal Nieto (Moquegua)